# Oplegnathus conwayi
Oplegnathus conwayi är en fiskart som beskrevs av Richardson, 1840. Oplegnathus conwayi ingår i släktet Oplegnathus och familjen Oplegnathidae. Inga underarter finns listade i Catalogue of Life.